# Sapogne-sur-Marche
Sapogne-sur-Marche település Franciaországban, Ardennes megyében. Lakosainak száma 149 fő (2022. január 1.). Sapogne-sur-Marche Auflance, Herbeuval, Margny, Margut, Moiry és Signy-Montlibert községekkel határos.

## Népesség
A település népessége az elmúlt években az alábbi módon változott:
| Lakosok száma | 216  | 162  | 133  | 141  | 139  | 138  | 138  | 139  | 138  | 149  |
|               | 1968 | 1982 | 1990 | 2006 | 2013 | 2015 | 2017 | 2019 | 2020 | 2022 |